# Павшино (Орловский сельсовет)
Павшино — деревня в Великоустюгском районе Вологодской области.
Входит в состав Орловского сельского поселения, с точки зрения административно-территориального деления — в Орловский сельсовет.
Расстояние по автодороге до районного центра Великого Устюга — 72 км, до центра муниципального образования Чернево — 4 км. Ближайшие населённые пункты — Мармугино, Тарасовское, Шилыково.
По переписи 2002 года население — 11 человек.